# Eriocaulon amanoanum
Eriocaulon amanoanum är en gräsväxtart som beskrevs av Tetsuo Michael Koyama. Eriocaulon amanoanum ingår i släktet Eriocaulon och familjen Eriocaulaceae.
Artens utbredningsområde är Nansei-shoto. Inga underarter finns listade i Catalogue of Life.